# Kamień runiczny z Tryggevælde

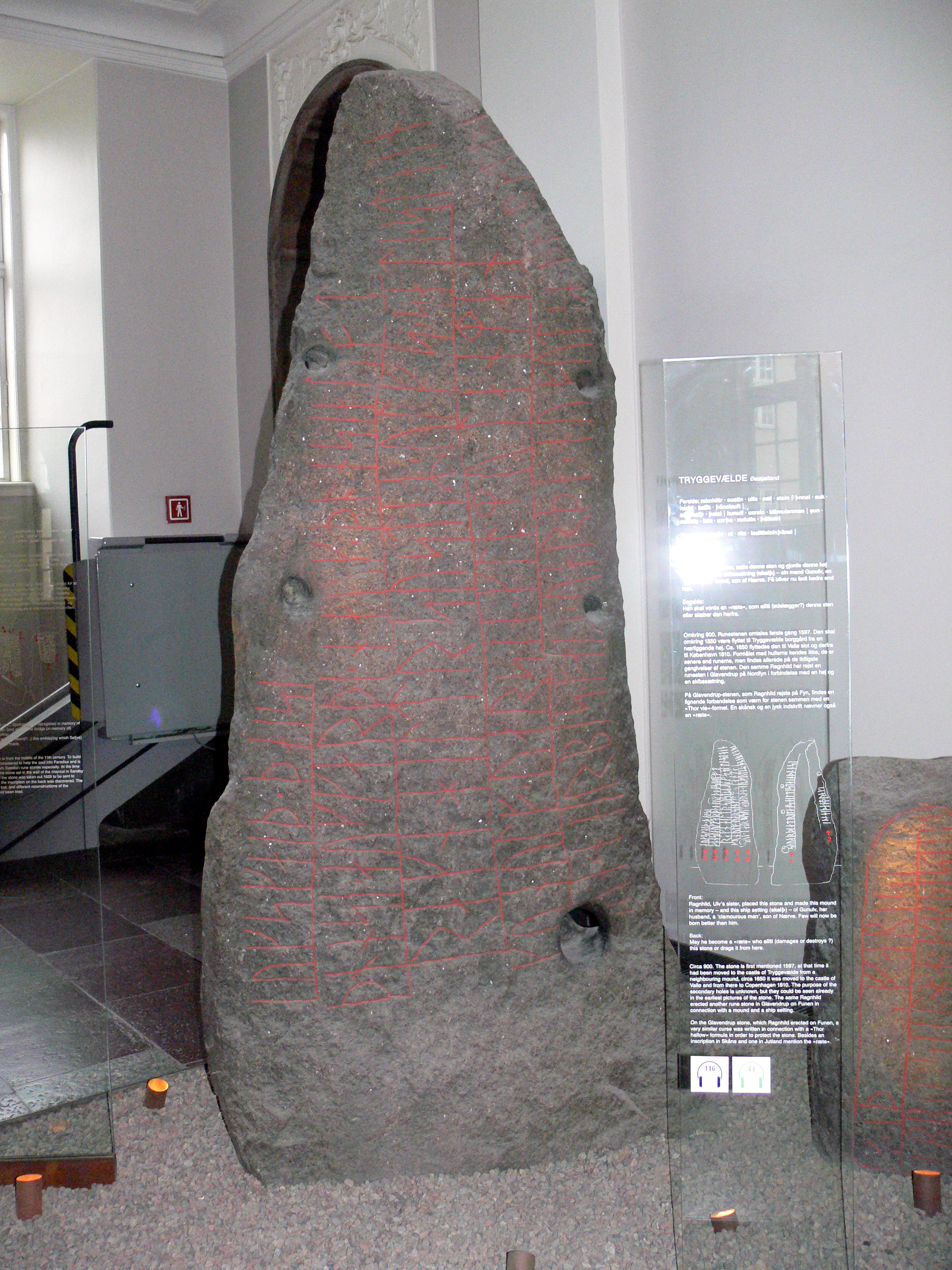
Kamień runiczny z Tryggevælde

Kamień runiczny z Tryggevælde (DR 230) – kamień runiczny pochodzący z I połowy X wieku. Znajduje się w zbiorach Muzeum Narodowego w Kopenhadze.
Głaz pierwotnie znajdował się na Wzgórzu Królewskim na Zelandii i stanowił część niezachowanej do czasów współczesnych kompozycji megalitycznej ułożonej w kształt łodzi. Około 1550 roku został stamtąd zabrany przez możnowładcę Vobislava Wobizera i ustawiony na dziedzińcu zamku w Tryggevælde. Pierwszy jego opis został sporządzony w 1597 roku. W 1810 roku kamień został sprowadzony do Kopenhagi.
Granitowy kamień ma 325 cm wysokości i 124 cm szerokości. Wywiercone są w nim zagadkowe otwory o niejasnym przeznaczeniu. Inskrypcja wyryta jest na trzech stronach kamienia, w pionowych rzędach czytanych od dołu. Jej tekst, odczytany po raz pierwszy w 1810 roku przez Rasmusa Raska, głosi:
raknhiltr ' sustiR ' ulfs ' sati ' stain ¶ þnnsi ' auk ' karþi ' hauk ' þonsi auft ¶ auk skaiþ ' þaisi ¶ kunulf ' uar sin ' klomulan man ¶ (s)un ' nairbis ' faiR ' uarþa ' nu futiR ' þoi batri
sa uarþi ' at (') rita ' is ailti stain þonsi
iþa hiþan traki
co znaczy:
Ragnhilda, siostra Wulfa, wzniosła ten kamień, usypała pagórek i utworzyła ten statek dla swego męża Gunulfa, wspaniałego mężczyzny, syna Naervy. Niewielu dzisiaj poszczycić się może takim urodzeniem jak on. Niechaj nie zazna spokoju dusza tego, kto zbezcześci ten kamień lub usunie go z tego miejsca.
Napis wiązany jest z podobnie brzmiącą inskrypcją wyrytą na kamieniu z Glavendrup i najprawdopodobniej upamiętnia drugie małżeństwo Ragnhildy.